# Кюдема
Кю́дема (эст. Küdema) — деревня в волости Сааремаа уезда Сааремаа, Эстония. До административной реформы местных самоуправлений Эстонии 2017 года входила в состав волости Мустъяла (упразднена).

## География и описание
Расположена на острове Сааремаа у залива Кюдема в 24 километрах к северу от волостного и уездного центра — города Курессааре. Высота над уровнем моря — 22 метра. На территории деревни находятся самые большие на острове Сааремаа карстовые воронки.
Климат умеренный. Официальный язык — эстонский. Почтовый индекс — 93622.

## Население
По переписи населения 2021 года, в Кюдема насчитывалось 43 жителя, из них 42 (97,7 %) — эстонцы.
По состоянию на 1 января 2019 года в деревне насчитывалось 49 жителей, из них 26 женщин, в том числе 3 девочки в возрасте 0–14 лет.
По данным переписи населения 2011 года, в деревне проживали 40 человек, из них 39 (97,5 %) — эстонцы.
Численность населения деревни Кюдема по данным переписей населения:
| Год  | 1959 | 1970  | 1979 | 1989 | 2000 | 2011 | 2021 |
| ---- | ---- | ----- | ---- | ---- | ---- | ---- | ---- |
| Чел. | 156  | ↘ 121 | ↘ 95 | ↘ 93 | ↘ 84 | ↘ 40 | ↗ 43 |

## История
В письменных источниках 1522 года упоминается человек с именем Clemens Kuthmos, 1565 года — Kudemetz (мыза), 1645 и 1731 годов — Küddemetz, 1798 года — Kiddemetz.
Рядом с упомянутой в 1565 году мызой Кудеметц (Киддемец, нем. Kiddemetz, Кюдема, эст. Küdema mõis), которой владело дворянское семейство Дитмаров, к северу образовалась одноимённая деревня. На военно-топографических картах Российской империи (1846–1866 годы), в состав которой входила Лифляндская губерния, они соответственно обозначены как мз. Киддемецъ и Кидемецъ.
После земельной реформы 1919 года на землях национализированной мызы возникло поселение (эст. Küdema asundus), которое после 1930-х годов было объединено с деревней (эст. Küdema küla).

## Комментарии
1. ↑  Эстонские топонимы, оканчивающиеся на -а, в русском языке не склоняются[9], а род получают по родовому слову, например, деревне присваивается женский род, хотя в эстонском языке нет категории рода.